# De sjove år
De sjove år er en dansk film fra 1959.
- Manuskript Klaus Rifbjerg og Palle Kjærulff-Schmidt.
- Instruktion Palle Kjærulff-Schmidt og Robert Saaskin.

## Medvirkende
Blandt de medvirkende kan nævnes:
- Frits Helmuth
- Ghita Nørby
- Ebbe Langberg
- Malene Schwartz
- Ellen Winther
- Jens Østerholm
- Preben Kaas
- Gerda Madsen
- Clara Pontoppidan
- Helge Kjærulff-Schmidt
- Kirsten Walther

## Eksterne links
- De sjove år på Internet Movie Database (engelsk)
- De sjove år på Filmdatabasen
- De sjove år på danskefilm.dk
- De sjove år på danskfilmogtv.dk
- De sjove år på The Movie Database (engelsk)